# Bonham, Texas
Bonham är administrativ huvudort i Fannin County i Texas. Orten har fått sitt namn efter James Bonham som stupade i slaget vid Alamo. Enligt 2010 års folkräkning hade Bonham 10 127 invånare.

## Kända personer från Bonham
- Charlie Christian, musiker
- Kenny Marchant, politiker